# Banater Schwaben

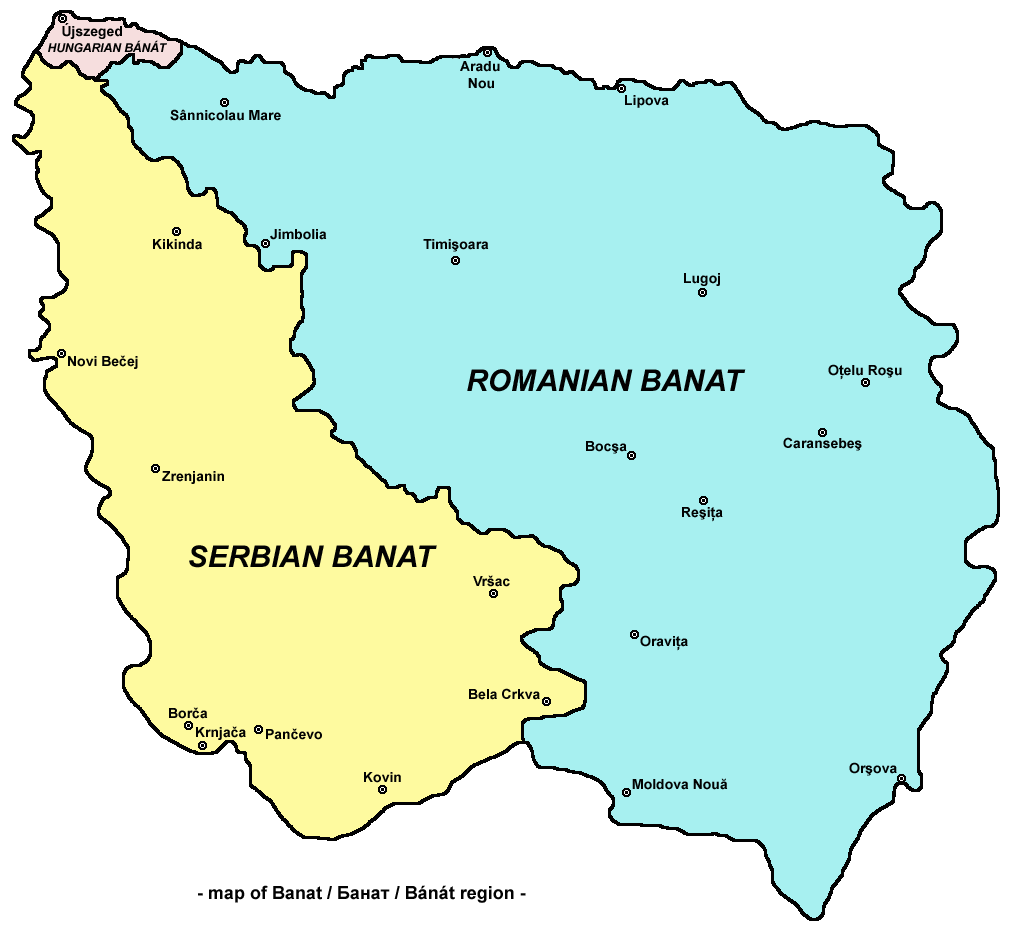
Siedlungsraum der Banater Schwaben in der politischen Ordnung nach dem Ersten Weltkrieg

Donauschwäbische Siedlung im Karpatenbecken

Die Banater Schwaben (rumänisch Șvabi bănățeni) sind eine deutsche Bevölkerungsgruppe im Banat. Sie werden mit anderen deutschsprachigen Minderheiten aus dieser Region Südosteuropas unter dem Sammelbegriff Donauschwaben zusammengefasst. Ihre Vorfahren wurden von der Österreichischen Hofkammer seit Anfang des 18. Jahrhunderts (nach dem Frieden von Passarowitz 1718) aus verschiedenen Teilen Süddeutschlands und aus Lothringen in der nach den Türkenkriegen teilweise entvölkerten und verwüsteten Pannonischen Tiefebene angesiedelt. Sie waren vor dem Ersten Weltkrieg auch als die „Ungarländischen Deutschen“ bekannt. Das Banat gehörte bis 1918 zusammen mit den anderen Siedlungsgebieten der Donauschwaben wie der westlich gelegenen Batschka, der Schwäbischen Türkei (heutiges Süd-Ungarn), Slawonien sowie der Region Sathmar (heutiges Nordwest-Rumänien, Kreis Satu Mare) zum Kaisertum Österreich bzw. zur Monarchie Österreich-Ungarn. Seit Ende des Ersten Weltkriegs bezeichnet man die Donauschwaben im rumänischen Teil des Banats als Banater Schwaben.

## Geschichte

### Begriffsherkunft
Der Begriff Donauschwaben hat eine überwiegend politische Entstehungsgeschichte. Er wurde in den frühen 1920er Jahren vom Grazer Geographen Robert Sieger geprägt und 1922 vom Historiker Hermann Rüdiger verbreitet. Der Begriff wurde 1930 durch das Außenministerium der Weimarer Republik bestätigt. Hierdurch wurden die Donauschwaben als deutschstämmig anerkannt.
Nach dem Friedensvertrag von Trianon 1920 wurde das Banat unter den Königreichen Ungarn, Jugoslawien und Rumänien aufgeteilt. Der größere nordöstliche Teil ist heute ein Teil von Rumänien, ein Drittel im Südwesten gehört zu Serbien und ein kleiner Streifen im Hinterland der Stadt Szeged verblieb bei Ungarn. Durch die neuen Grenzen wurden jahrhundertelang gewachsene Verbindungen (auch zwischen Serben oder Rumänen) zerschnitten.

### Konfession, Herkunft, Anwerbung und Unterstützung der Siedler

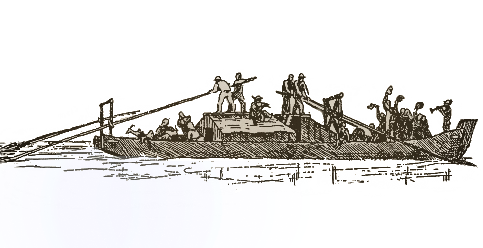
Ulmer Schachtel
Historische Darstellung

Zunächst waren im Zuge der Konfessionalisierungspolitik des Wiener Hofes nur Siedler katholischen Glaubens im Banat erlaubt. Erst unter Kaiser Joseph II. wurde die konfessionelle Bindung aufgehoben. Die Mehrheit der Siedler kam aus Franken, Bayern, Österreich, dem Elsass, Lothringen, Luxemburg, Baden und der Rheinpfalz. Auch kleinere Gruppen aus Mitteldeutschland und dem Sauerland sind nachweisbar. Nur ein kleiner Teil stammte aus schwäbischen Regionen im Bereich des ehemaligen Vorderösterreich. Warum sich trotzdem die Benennung „Schwaben“ durchsetzen konnte, ist nicht geklärt. Eine Erklärung beruft sich auf den Umstand, dass die Mehrheit der Auswanderer in der schwäbischen Stadt Ulm registriert und eingeschifft wurde und mit Ulmer Schachteln auf der Donau bis Apatin transportiert wurde, um von dort zu Fuß ihre Siedlungsgebiete zu erreichen.
Die meisten Siedler stammten aus ländlichem Milieu und waren Zweit- und Drittgeborene aus ärmeren Bauernfamilien, die ohne eigenen Grundbesitz und ohne Kapital in ihrer angestammten Heimat wenig Chancen sahen. In der Zeit Maria Theresias bekamen sie eine merkliche finanzielle Unterstützung und langfristige Steuererleichterungen. Letztere fielen für Verheiratete um ein Vielfaches höher aus, weil sonst der Männerüberschuss zu groß gewesen wäre. Auch Handwerker, Lehrer, Ärzte usw. wurden finanziell gefördert. Viele schwäbische Aussiedlergruppen wurden von Pfarrern oder Badern begleitet. Als Gegenleistung wurden die Siedler in der Ansiedlungszeit verpflichtet, im Falle eines osmanischen Angriffskrieges zur Waffe zu greifen.
Die Anwerbung neuer Siedler war jedoch nicht auf den deutschsprachigen Raum beschränkt, so entstand etwa auch die (zahlenmäßig viel kleinere) Volksgruppe der Banater Tschechen. Auch kleinere Gruppen von Franzosen, Spaniern und Italienern waren unter den Siedlern.
Als Beispiel zu den Konditionen der Anwerbung und zur Konkurrenz unter den Werbern siehe auch: Johann Osswald

### Ansiedlung
Zwischen 1692 und 1786 siedelten sich bereits um die 150.000 (115.000 staatlich und 35.000 privat geworbene) Menschen in der Region um Temeswar an. Die organisierte Besiedlung des Banats begann nach 1718, als Österreich im Frieden von Passarowitz vom Osmanischen Reich unter anderem das Banat übernahm. Um die neuerworbene, nach langjährigen Kriegen nur dünn besiedelte Provinz nutzbar zu machen und wirtschaftlich zu entwickeln, wurden bereits unter Kaiser Karl VI. die ersten Siedler angeworben. Das waren neben Deutschen vor allem Serben.
Die Ansiedlung erfolgte in mehreren Wellen ab 1722 und zog sich über 100 Jahre hin. Der Zuzug wurde von der österreichischen Verwaltung organisiert und die Bevölkerungs- und Raumordnungspolitik systematisch betrieben. Die großen Züge wurden durch sporadische Einwanderung ergänzt. Innerhalb dieser Zeit änderten sich die Verhältnisse in den Herkunftsgebieten, die Bedingungen der Einwanderung und die berufliche Zusammensetzung der Siedlergruppen. Neben ganzen und halben Sessionen wurden auch Viertelhöfe vergeben.
Die politischen und wirtschaftlichen Motive hinter der Habsburger Besiedlung waren die Festigung der Macht und die Gewinnerzielung durch Steuereinnahmen. Das damals gängige System machte den Reichtum und Wohlstand eines Landes auch von der Bevölkerungszahl abhängig. Über die Verwendung der Steuereinnahmen entschied allein der kaiserliche Hof.
Unter der Herrschaft von Maria Theresia (1740–1780) und Joseph II. (1780–1790) gab die österreichische Verwaltung 7 Millionen Gulden für 60.000 deutsche Kolonisten aus.
In der deutschsprachigen Literatur des 19. und beginnenden 20. Jahrhunderts wurde die Kolonisation des Banats häufig als ein durchgehend erfolgreich umgesetztes Vorhaben der zuständigen österreichischen Behörden beschrieben. Der Nutzen der Ansiedlung war wegen der Kosten in Regierungskreisen allerdings umstritten und es kam zu vielfältigen Problemen. Die finanziellen und materiellen Anreize zogen teilweise nur wenig arbeitswillige Kolonisten an, so dass 1764 eigens Inspektoren beauftragt wurden, das Verhalten der Ansiedler zu überwachen.
1744 bis 1768 gab es noch eine zusätzliche Form der Ansiedlung, den Temeswarer Wasserschub: zweimal jährlich wurden Landstreicher, liederliche Weibspersonen, Wilderer, Schmuggler und aufsässige Bauern aus ihren Heimatregionen verbracht und zur moralischen Läuterung im Banat angesiedelt. Der Wasserschub hatte einen schlechten Ruf und erschwerte das Anwerben von Kolonisten.
Auf seiner Inspektionsreise durch das Banat 1768 stellte Kaiser Joseph II. in seinen Reiseaufzeichnungen zahlreiche gravierende und von der Verwaltung der Provinz zu verantwortende Mängel und Missstände fest. Zu diesen zählte neben der Korruption auch die schlechte Wahl der Standorte und teilweise Übergröße der Dörfer, der Mangel an Holz und Wasser sowie die Baufälligkeit vieler Kolonistenhäuser.
In der Konsequenz wurden 1772 von Maria Theresia Anordnungen veranlasst, die eine Vielzahl von Einzelheiten der Ansiedlung regelten, so zum Beispiel die Gestaltung der Dörfer, die Größe des zuzuteilenden Landes und die Besoldung von Lehrern und Bürgermeistern.
Dörfer, Städte und Straßen wurden auf dem Reißbrett entworfen und spiegelten in ihrer Symmetrie die damalige absolutistische Baukultur wider.
Die Ansiedler fanden das Banat als nahezu menschenleere, von Wäldern durchzogene Sumpflandschaft vor. Seuchen (darunter die Pest), Fieberkrankheiten und Hunger begleiteten die Ankömmlinge in den ersten Jahren. Doch innerhalb von zwei bis drei Generationen gelang die Rekultivierung des Landstrichs – ein enormer Kraftakt, der von vielen Rückschlägen wie Kriegen, Seuchen, Hunger, und zahlreichen einhergehenden Opfern begleitet war. Der Spruch „Den Ersten der Tod, den Zweiten die Not, den Dritten das Brot“ hat sich unter den Banater Schwaben zur Charakterisierung der Aufbauleistung überliefert. Entscheidend für das Gelingen war die Eindämmung der Sümpfe durch die Kanalisation des mehrarmigen Flusses Bega. Der gewonnene Ackerboden aus Schwarzerde erwies sich als äußerst fruchtbar und begründete den relativen Wohlstand der Banater Schwaben im 19. Jahrhundert. Der Landstrich galt als Kornkammer Österreich-Ungarns. Die Festung Temeswar wurde zur blühenden Stadt und zum kulturellen Zentrum der Banater Schwaben. Im späten 19. Jahrhundert läutete der Ausbau der Eisenbahnverbindungen die Industrialisierung ein.
Der Wohlstand war jedoch ungleichmäßig verteilt. Auf dem Lande unterschied man zwischen reichen und armen Bauern, Handwerkern und Knechten, aber manche lebten auch „ärger wie die Hund“. Um sich gegen den feudalen ungarischen Staat zu wehren, traten zu Beginn des 20. Jahrhunderts immer mehr Banater Landwirte mit finanzieller Unterstützung der Siebenbürger Sachsen zu Genossenschaften nach dem Raiffeisenmodell zusammen. In Temeswar bildete sich neben einem deutschen Bürgertum als Oberschicht auch ein auf Baustellen oder in Fabriken arbeitendes deutsches Proletariat.

### Magyarisierung
Die Entwicklung Temeswars zum kulturellen Zentrum der Banater Schwaben wurde nach dem Österreichisch-Ungarischen Ausgleich durch die Integration des Temescher Banats in das Königreich Ungarn 1867 überschattet. Die nun einsetzende aggressive Magyarisierungspolitik der ungarischen Regierung erstrebte die sprachliche und kulturelle Assimilation aller nationalen Minderheiten in Transleithanien.
Die Banater Bauern setzten sich zur Wehr und gründeten im Dezember 1906 in Werschetz (serbisch: Vršac) die zunächst illegale Ungarländische Deutsche Volkspartei, wobei Schulunterricht in der Muttersprache gefordert wurde. Der Siebenbürger Sachse Rudolf Brandsch, seit 1910 Abgeordneter im ungarischen Reichstag, unterstützte gemeinsam mit Adam Müller-Guttenbrunn die Banater Schwaben in ihrem Kampf gegen den zunehmenden Magyarisierungsdruck.
Brandsch setzte sich besonders für die Zusammenarbeit der Politiker aller deutschen Minderheitengruppen ein. Die tonangebenden siebenbürgisch-sächsischen Politiker (die sogenannten Schwarzen) unterstützten die jeweilige Regierungsfraktion, erstrebten gleichzeitig eine Erleichterung des Magyarisierungsdruckes im sächsischen Siedlungsbereich und betrachteten eine Zusammenarbeit mit anderen deutschen Minderheitspolitikern eher skeptisch.
Diese Umstände, aber auch die wirtschaftliche Situation veranlassten viele Banater Schwaben, zwischen 1885 und 1910 an der ersten Ausreisewelle nach Amerika und Kanada teilzunehmen; sie siedelten zum Beispiel in Nord-Dakota und Saskatchewan, Alberta. Die Auswanderung erreichte schon im 19. Jahrhundert Rekordwerte.

### Zwischenkriegszeit
Nach dem Ersten Weltkrieg waren die Banater Schwaben im Wesentlichen in drei politische Fraktionen unterteilt:
- Die Anhänger von Reinhold Heegn, einem Ingenieur aus Werschetz (Vršac), für die Union des Banats mit dem Königreich Jugoslawien.
- Die Schwäbische Autonomiepartei mit Kaspar Muth und dem Priester Franz Blaskovics; eine moderate Fraktion für eine unabhängige Banater Republik als Teil Ungarns oder unter ungarisch-französischem Protektorat und für die Autonomie der Banater Schwaben.
- Die Deutsch-Schwäbische Volkspartei mit Viktor Orendi-Hommenau, Franz Xaver Kappus, Andreas Dammang, Johann Tengler, Josef Gabriel, Johann Röser und Otto Alscher; eine radikale Fraktion für die Union des Banats mit dem Königreich Rumänien.[19]

Am 1. November 1918 rief Otto Roth, der neue Zivile Volkskommissar und Mitglied der Sozialdemokratischen Partei Ungarns, vom Balkon des Temeschwarer Rathauses die Banater Republik aus. Der Militärkommissar und Volksrat Albert Bartha sollte die Verwaltung übernehmen. Die Republik galt als der Versuch, nach dem Zusammenbruch Österreich-Ungarns das multiethnische Banat vor der Teilung zwischen Ungarn, Serbien und Rumänien zu bewahren. Die kurze Geschichte der Republik endete am 15. November 1918 mit dem Einmarsch serbischer Truppen, welche die Verwaltung übernahmen.
Das Memorandum der Banater Schwabendelegation an die Friedenskonferenz in Paris vom 19. August 1919 äußerte den Willen des „schwäbischen Volkes“ gegenüber dem Vorsitzenden Georges Clemenceau, das ganze ungeteilte Banat mit dem Königreich Rumänien zu vereinigen.

„Die seitens der Schwaben des Banats in Temeswar abgehaltene Nationalversammlung vom 10. August 1919 hat uns bevollmächtigt, die Interessen des schwäbischen Volkes innerhalb der rumänischen Delegation vor der Friedenskonferenz zu vertreten. Diese Versammlung wurde durch die führenden Männer der nationalen Institutionen der Banater Schwaben einberufen, und es waren hierbei die Vertreter sämtlicher von Schwaben bewohnter Gemeinden anwesend. [...] Wir sind die Wortführer des einmütig frei und unmittelbar geäußerten Willens einer Nation von 500.000 Seelen, die 31,5 Prozent der Gesamtbevölkerung des Banats ausmacht, die im Einvernehmen mit den rumänischen Einwohnern der Provinz (592.049 Seelen, 37 Prozent der Gesamtbevölkerung) die Vereinigung des Banats mit Rumänien fordert. Von einer Bevölkerung von 1.582.133 Seelen fordern 68 Prozent, das sind 1.090.349 Einwohner, diese Vereinigung mit dem Rumänischen Königreich. Das schwäbische Volk bildet nach den Rumänen die größte nationale Einheit des Banats. [...] Der andere wichtige Punkt der Resolution der Banater schwäbischen Volksversammlung betrifft den Wunsch, daß das Banat ungeteilt bleibe, nicht zwischen zwei oder mehreren Staaten aufgeteilt, also zur Gänze an Rumänien angegliedert werde.“

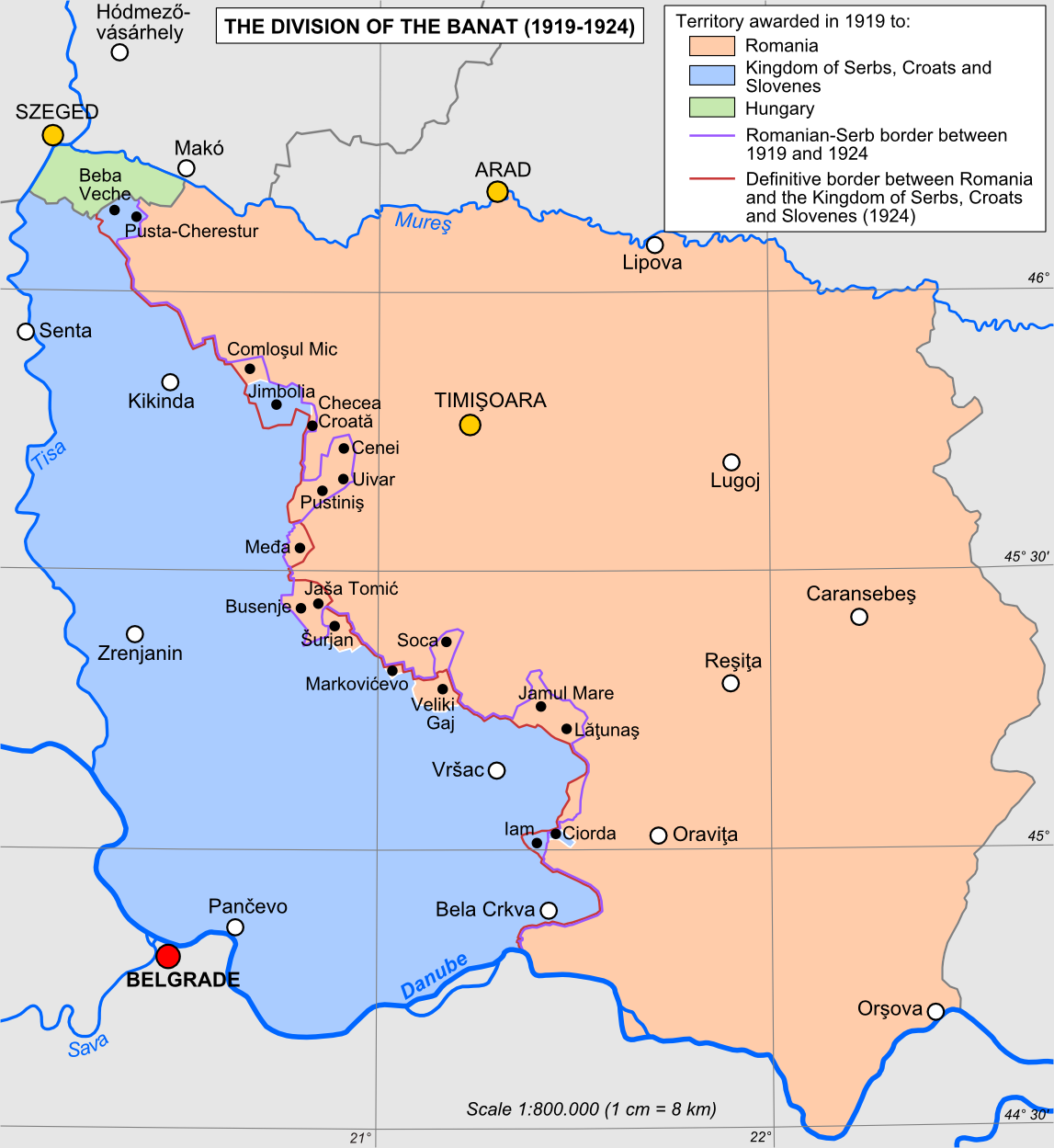
Die Aufteilung des Banats nach dem Vertrag von Trianon

Der Vertrag von Trianon von 1920 besiegelte das Ende der Donaumonarchie. In der Folge ging der größte Teil des Banats in Rumänien auf. Kaspar Muth gab am 8. August 1920 als Abgeordneter im rumänischen Parlament eine Loyalitätserklärung zu dem neuen Vaterland ab.
Der Anschluss an Rumänien hatte für die Banater Schwaben vor allem kulturell zunächst positive Auswirkungen, denn mit dem Ende der ungarischen Herrschaft endete auch die Magyarisierung. Erstmals seit 1867 war nun wieder deutschsprachiger Schulunterricht möglich, so zum Beispiel an der Banatia oder am Nikolaus-Lenau-Lyzeum. Das Kulturleben blühte auf. Es gab wieder ein deutsches Theater in Temeswar sowie mehrere deutschsprachige Zeitungen in Rumänien. Die bildungspolitischen Initiativen resultierten in einem spürbaren Rückgang des magyarischen Erbes, das zum Beispiel bei den 45.000 Sathmarer Schwaben zu einer fast vollständigen Verdrängung der deutschen Identität geführt hatte.
Die Banater Schwaben verlangten eine eigene handlungsfähige politische Organisation. Zusammen mit den anderen regionalen deutschen Bevölkerungsgruppen im rumänischen Staat, hauptsächlich den Siebenbürger Sachsen, den Bukowinadeutschen und den Sathmarschwaben empfand man eine „Schicksalsgemeinschaft“. 1919 schlossen sich die regionalen deutschen Minderheiten zur neuen politischen und kulturellen Interessengemeinschaft Verband der Deutschen in Rumänien zusammen. 1921 gründeten die Banater Schwaben die eher katholisch-konservativ orientierte Deutsch-schwäbische Volksgemeinschaft, die nach den Zielen der deutschen Volksgruppenführung als überparteilicher Interessensverband die deutschen Volkszugehörigen im östlichen Banat und im weiter nördlich gelegenen Komitat Sathmar vertreten sollte. Die Deutsch-Schwäbische Volksgemeinschaft hatte allerdings nur beschränkte Möglichkeiten, zudem litt ihre Arbeit an der zerstreuten Lage der Deutschen im Ostbanat. Daher spielte die katholische Kirche, die unter Bischof Augustin Pacha (1870–1954) das kulturelle Leben der deutschen Volksgruppe betreute, eine gewichtige Rolle.
Zwar brachte der Anschluss an Rumänien eine kurze Phase der volkswirtschaftlichen Stagnation, aber schon bald stellte sich der Aufschwung ein. Eine große Rolle spielte hierbei das landwirtschaftliche Genossenschaftssystem, ein Teil des ungarischen Erbes, mit zuletzt mehr als 250 Vereinigungen. In der Zwischenkriegszeit waren die Banater Schwaben wesentlich an den Exporten landwirtschaftlicher Güter beteiligt, so belief sich der Anteil der banatschwäbischen Landwirtschaft an der Landesausfuhr von Schweinefleisch im Jahre 1940 auf 51 Prozent. Die Genossenschaften mündeten zusammen mit dem schwäbischen Bankwesen 1919 in den Schwäbischen Landwirtschaftsverein ein, der gemeinsam mit dem im selben Jahr gegründeten Banater Deutschen Kulturverein eine deutschnational ausgerichtete Oppositionsbewegung zur Deutsch-Schwäbischen Volksgemeinschaft darstellte.
Die am Schwarzen Freitag ausgelöste Weltwirtschaftskrise der 1930er Jahre traf auch das Banat hart. Die Folgen der rumänischen Bodenreform wirkten sich in den wirtschaftlichen Krisenerscheinungen der Jahre 1929 bis 1933/34 besonders negativ auf die Situation der klein- und mittelbäuerlichen Betriebe aus, und die Maßnahmen der rumänischen Staatsführung gegen die Minderheiten provozierten innerhalb der deutschen Volksgruppe des Ostbanats eine Situation, die der im siebenbürgischen Raum ähnlich war. In der Folge suchten zahlreiche Banater Schwaben als billige Arbeitskräfte in Ländern wie Argentinien, Brasilien oder den Vereinigten Staaten auf Dauer ihr Glück.
Die Mehrheit der Banater Schwaben hegte nach der Machtergreifung 1933 Sympathien für Deutschland. Viele begrüßten den Aufstieg des „Dritten Reichs“ zur wirtschaftlichen und militärischen Macht. Es fand ein „nationales Erwachen“ statt, wobei sich der Blick der Banater Schwaben nun verstärkt nach Deutschland und auf die nationalsozialistische Volksgruppenpolitik richtete, nicht zuletzt auch durch die ideologische Annäherung zwischen der rumänischen Königsdiktatur und dem Dritten Reich. In Rumänien kam es zunehmend zu nationalen Spannungen, die Anfang der 1930er Jahre das Erstarken der nationalsozialistisch ausgerichteten Erneuerungsbewegung begünstigten. Die Erneuerer unter den Banater Schwaben formierten sich in der Jungschwäbischen Bewegung oder in der Freien Deutschen Gemeinschaft und zeigten sich mit der Konsenspolitik der alten Volksgruppenführung nicht mehr einverstanden. In diesem internen Konfliktfeld kam es zur Spaltung zwischen der alten Führung, der sich auch die gemäßigten, katholisch ausgerichteten Erneuerer zuwandten, und dem radikalen Erneuerungsflügel, der sich dem Verband der Deutschen in Rumänien anschloss. Vor allem aus kirchlichen Kreisen kam Widerstand gegen die Erneuerer, die sich nach der Konstituierung der nationalsozialistisch geprägten Deutschen Volksgruppe in Rumänien, in der 1940 alle politischen Verbände aufgingen, der parteipolitischen und ideologischen Gleichschaltung, dem antikirchlichen Weltbild der nationalsozialistischen Führungselite und dem Entzug des konfessionellen Schulwesens zu widersetzen suchten.

### Zweiter Weltkrieg

Gebiete mit deutscher Bevölkerung, Rumänien, 1945 – Banater Schwaben im Vergleich mit den Siebenbürger Sachsen.

Im Zweiten Weltkrieg kämpften viele Banater Schwaben als Staatsangehörige Rumäniens in der rumänischen Armee erst an der Seite der Achsenmächte. Die ersten Einzeleintritte von Rumäniendeutschen in die Waffen-SS erfolgten 1937–1939; am 1. Mai 1940 sollen es insgesamt 110 Mann gewesen sein. Am 12. Mai 1943 schlossen Berlin und Bukarest ein Abkommen, wonach nun „volksdeutsche“ rumänische Staatsbürger in die Wehrmacht und SS-Verbände rekrutiert werden konnten.
Der Volksgruppenführer Andreas Schmidt gab in seinen Aufrufen die Rekrutierung jedoch nicht als eine freiwillige Meldung aus, sondern als eine allgemeine Aushebung der „wehrfähigen Männer der deutschen Volksgruppe“. Die rumäniendeutschen Rekruten hatten keinen Einfluss auf die überwiegende Einweisung in die Waffen-SS an Stelle der Wehrmacht.
Dieser Umstand ging auf reichsdeutsche Befugnisse zurück, zu denen die Wehrmacht und SS schon im November 1941 und Mai 1942 ein Abkommen getroffen hatten. Demnach galten „Volksdeutsche“ als ausschließlicher Rekrutierungspool der Waffen-SS, während „Reichsdeutsche“ weiterhin nur der Wehrmacht unterstanden. Das Verhältnis rumäniendeutscher Waffen-SS- zu Wehrmachts-Männern lag gegen Kriegsende bei etwa 10:1. Der Historiker Paul Milata kam zu der Erkenntnis, dass sich die Mehrheit der 63.000 rumäniendeutschen Waffen-SS-Männer, darunter viele Banater Schwaben, freiwillig meldete. „Ihr Eintritt war aber weniger ein politisch-kulturell bedingter Rausch, sondern das Ergebnis einer nüchternen Berücksichtigung der möglichen und bekannten Alternativen im dreifachen Spannungsfeld zwischen Berlin, Moskau und Bukarest. Der Eintritt in die Waffen-SS war nicht nur eine Geste der Unterstützung NS-Deutschlands, trotz oder wegen Hitler, sondern auch eine Reaktion auf das nationalistische System Rumäniens ab 1918 und ein deutliches Zeugnis gegen die Sowjetunion stalinistischer Prägung.“
→ siehe auch: Ausländische Freiwillige der Waffen-SS
Als das Dritte Reich Rumänien militärisch kontrollierte und wirtschaftlich abschöpfte, begünstigte es im Gegenzug die deutsche Minderheit auffällig. Zuletzt waren alle politischen Parteien bis auf die der Deutschen Volksgruppe verboten. Unter dem diktatorisch regierenden Ion Antonescu war die Deutsche Volksgruppe ab Januar 1941 mehr als drei Jahre lang die einzige zugelassene politische Organisation. Sie hatte vor allem im Schul- und Kulturbereich eine wirksame und zwischenstaatlich abgesicherte gruppenrechtliche Autonomie. Aus Sicht des restlichen Staatsvolkes der Rumänen, egal welcher politischen Fraktion, war das ein Affront und eine Demütigung.
Im September 1944 wurden Teile der deutschen Minderheit aus dem Banat evakuiert, da es militärisches Einsatzgebiet zu werden drohte.

### Nachkriegszeit

#### Situation in Jugoslawien
Die Beteiligung der „Volksdeutschen“ am Krieg gegen Jugoslawien diente den Tito-Partisanen als Begründung für die AVNOJ-Beschlüsse vom 21. November 1944, wodurch die Deutschen in Jugoslawien enteignet wurden. An den Pogromen (Massenerschießungen, Verhaftungen, Misshandlungen, Plünderungen, Vergewaltigungen und Zwangsarbeit) der serbischen Partisanen beteiligte sich teilweise auch die Zivilbevölkerung. Nicht nur Soldaten der Wehrmacht, sondern ganze Dörfer wurden in sowjetische Gefangenschaft und jugoslawische Internierungslager verbracht. Am 29. November 1944 gab die Kommandantur für das Banat, die Batschka und die Baranya den Befehl zur Internierung aller deutschen Männer zwischen 16 und 60 Jahren in Lager aus. Bis Frühling 1945 waren ca. 90 % der Jugoslawiendeutschen interniert. Der Beschluss ordnete unter anderem an: Zentralarbeitslager für arbeitsfähige Männer, Ortslager für die Bevölkerung ganzer Ortschaften und Internierungslager für Arbeitsunfähige, Frauen, Kinder und Ältere. Die Mehrheit der mutmaßlichen (deutschen) Kriegsverbrecher war mit der auf dem Rückzug befindlichen Wehrmacht bereits aus der Vojvodina geflohen. Zurück blieben alte und kranke Männer, Frauen und Kinder. Insgesamt konnten 214 Personen unter den Donauschwaben als Kriegsverbrecher eingestuft werden. Der Bericht einer vom Präsidium des Ministerrats eingesetzten Kontrollkommission für das Banat vom 15. Mai 1945 führte aus, dass die Durchführung der „Internierung der Deutschen“ in keinem der Lager rechtmäßig gewesen und es dort zu Misshandlungen, Vergewaltigungen und zu persönlichen Bereicherungen von militärischen und zivilen Personen gekommen sei. Es kam zu Erschießungen; die ärztliche Versorgung in den Lagern war mangelhaft; Zehntausende starben an Unterernährung und Krankheiten. Im Januar 1946 beantragte die jugoslawische Regierung bei den Westalliierten die Ausweisung der 110.000 im Land verbliebenen Jugoslawiendeutschen nach Deutschland. Dies wurde jedoch abgelehnt. 1948 konnten kleinere Gruppen ausreisen oder flüchten. Nach der Gründung der Bundesrepublik Deutschland organisierte Jugoslawien die Ausreise eines Großteils der überlebenden Donauschwaben.
In Jugoslawien lebten 1940 circa 550.000 Donauschwaben, 1980 nur noch 50.000. Gegenwärtig wird ihre Zahl auf unter 10.000 geschätzt.
Das Vorgehen der Partisanen und der kommunistischen Führung gegen die jugoslawiendeutsche Bevölkerung war eine verbitterte Konsequenz des oft brutalen Verhaltens eines Teils der Jugoslawiendeutschen – im Besonderen die Mordaktionen, welche die 7. SS-Freiwilligen-Gebirgs-Division „Prinz Eugen“ an Partisanen und Zivilisten begangen hatte, sowie die Beteiligung der in vielen deutschen Siedlungen eingesetzten Hilfspolizei und der „Deutschen Mannschaft“ in der Umgebung „volksdeutscher“ Gemeinden und ihrem Anteil an Geiselverhaftungen und an Sühneexekutionen – aber auch wegen ihrer engen Kollaboration mit der Okkupationsmacht und ihrer überlegenen Position während der Besatzungszeit. Die in der Kriegs- und Bürgerkriegssituation entstandene Mitwirkung an Geiselerschießungen oder am Niederbrennen von Feldern und Dörfern hatte für die Jugoslawiendeutschen fatale Konsequenzen und war für die Partisanen ein Beweis für ihre gleichbleibend aggressive und illoyale Haltung. Den Partisanen ging es um Vergeltung an allen Gegnern des „Volksbefreiungskampfes“, der kommunistischen Spitze hingegen um die totale Macht. Die Zahl der „volksdeutschen“ Partisanen und ihrer Unterstützer war so gering und die Mitgliedschaft in der deutschen Volksgruppe so umfassend gewesen, dass nur wenige „Volksdeutsche“ von Repressionen ausgenommen wurden. Gegenüber der donauschwäbischen Bevölkerung entluden sich nach vier Jahren deutscher Besatzungsherrschaft die aufgestauten Vergeltungsbedürfnisse, wonach die Volksdeutschen kollektiv als Kriegsverbrecher galten.

#### Situation in Rumänien
Das Königreich Rumänien, anfänglich ein Bündnispartner der Achsenmächte, wechselte am 23. August 1944 auf die Seite der Alliierten. Das nunmehr ungehinderte Heranrücken der Roten Armee und das Scheitern letzter geordneter Evakuierungsbemühungen führte zu einer überstürzten Fluchtwelle in Richtung des Deutschen Reiches. Es wird angenommen, dass die Zahl der evakuierten Banater Schwaben höher war als die vom Hauptamt Volksdeutsche Mittelstelle damals genannten 12.500 Personen. Die Gesamtzahl der von Ende August bis Anfang Oktober aus dem heutigen rumänischen Staatsgebiet geflüchteten Deutschen lag bei etwa 100.000. Erste Anlaufstelle für die Flüchtlinge war Österreich. Von da ging es für viele weiter nach Deutschland, in die USA oder wieder zurück in die Heimat. Etwa 10.000 gelang die Ansiedlung in Frankreich.
Über Nacht galten alle Rumäniendeutsche als potentielle Staatsfeinde. Man warf der deutschen Minderheit Kollektivschuld vor, ein zu dieser Zeit gängiger Begriff.
1945 geriet Rumänien völlig unter sowjetischen Einfluss. Parteichef der Rumänischen Kommunistischen Partei war seinerzeit Gheorghe Gheorghiu-Dej.
Im Januar 1945 wurden mit circa 33.000 Betroffenen ein Großteil der deutschsprachigen Bevölkerung im arbeitsfähigen Alter von 17–45 Jahren auf mehrere Jahre (meistens fünf Jahre) zur Zwangsarbeit in die Sowjetunion deportiert. Um die 5000 Personen, damit etwa 15 Prozent der Betroffenen, überlebten die Verschleppung in die Sowjetunion nicht.

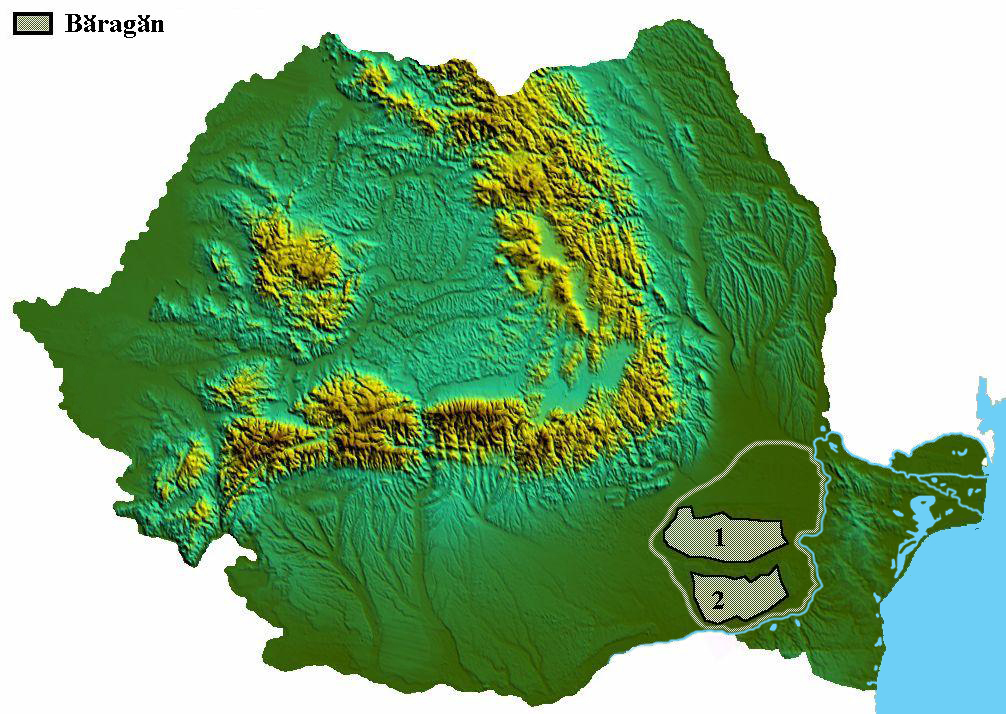
Der Bărăgan in Rumänien
(1) Bărăganul Călmățuiului
(2) Bărăganul Ialomiței

Der Beschluss zur Enteignung der deutschen Landwirte durch die Agrarreform im März 1945 wurde von allen damals aktiven politischen Parteien mitgetragen. Das Agrarreformgesetz Nummer 187 wurde am 23. März 1945 im Amtsblatt (rumänisch Monitorul oficial) veröffentlicht, die Anwendungsbestimmungen am 12. April. Betroffen waren alle Angehörigen der Deutschen Volksgruppe in Rumänien (DViR), ausschließlich derer, die in der rumänischen Armee gedient hatten. 75 Prozent der rumäniendeutschen Bevölkerung lebten im ländlichen Gebiet, davon wurden rund 95 Prozent enteignet.
Die „Agrarreform“ war die Maßnahme, die die Gemeinschaft am härtesten traf, und zur Umsiedlung der jungen Leute in die Städte, auf der Suche nach Erwerbsmöglichkeiten, führte.
Die im Land verbliebenen (wie auch die nach Westen geflüchteten) Rumäniendeutschen verloren alle staatsbürgerlichen Rechte, erhielten diese allerdings 1948 wieder zurück. 1951 wurden im Zuge der Deportation in die Bărăgan-Steppe noch einmal mehrere tausend Familien in den Südosten Rumäniens verschleppt und gezwungen, dort neue Dörfer zu errichten. Von 40.320 Personen waren 9.410 deutscher Volkszugehörigkeit, die anderen betroffenen ethnischen Gruppen waren vorwiegend Rumänen, Serben, Bulgaren und Ungarn. Die Mehrheit durfte 1955 zurückkehren. Weiterhin hatte die staatlich gelenkte Zuwanderung von Nichtdeutschen in das Banat durch Innenkolonisation weitreichenden Auswirkungen auf die historisch gewachsenen Siedlungsstrukturen, das institutionalisierte Gemeinschaftsleben und die tradierten Lebensformen der Banater Schwaben.
Der Unterricht in deutscher Sprache wurde 1948 wieder erlaubt, und im Rahmen der Schulreform wurden in Stadt und Land entsprechende Schulen eingerichtet. Dieses war neben den erlaubten Gottesdiensten eine wichtige Voraussetzung für die Erhaltung der nationalen Identität in dem kommunistischen Staat. 1953 entstand das staatlich subventionierte Deutsche Staatstheater Temeswar. Damit bildete Rumänien eine Ausnahme unter den Ostblock-Staaten. Im Unterschied zu Polen etwa durfte auf der Straße Deutsch gesprochen werden, ohne hierfür eingesperrt zu werden. Eine Erklärung für das Entgegenkommen liegt in der Einplanung der als Arbeitskräfte geschätzten Deutschen zum sozialistischen Aufbau.
Per Dekret von 1954 erhielten die Landwirte die 1945 enteigneten Häuser und Höfe zurück, allerdings im Zuge der allgemeinen Zwangskollektivierung der landwirtschaftlichen Produktionsgüter ohne Vieh, Grund, oder Arbeitsgeräte, die Häuser gewöhnlich in einem desolaten Zustand. Dies galt nicht automatisch für alle Betroffenen und in manchen Fällen erst nach langwierigem Rechtshandel. Ebenso wurden die Entrechtungen vom rumänischen Staat aufgehoben, der die Deutschen wieder als vollwertige Staatsbürger mit gleichen Rechten und Pflichten betrachtete.
Ab 1957 wurde die deutschsprachige Neue Banater Zeitung in Temeswar herausgegeben, die 1993 in der Allgemeinen Deutschen Zeitung für Rumänien aufging. Radio Temeswar strahlte von 1956 bis 1985 täglich eine Sendung in deutscher Sprache aus.

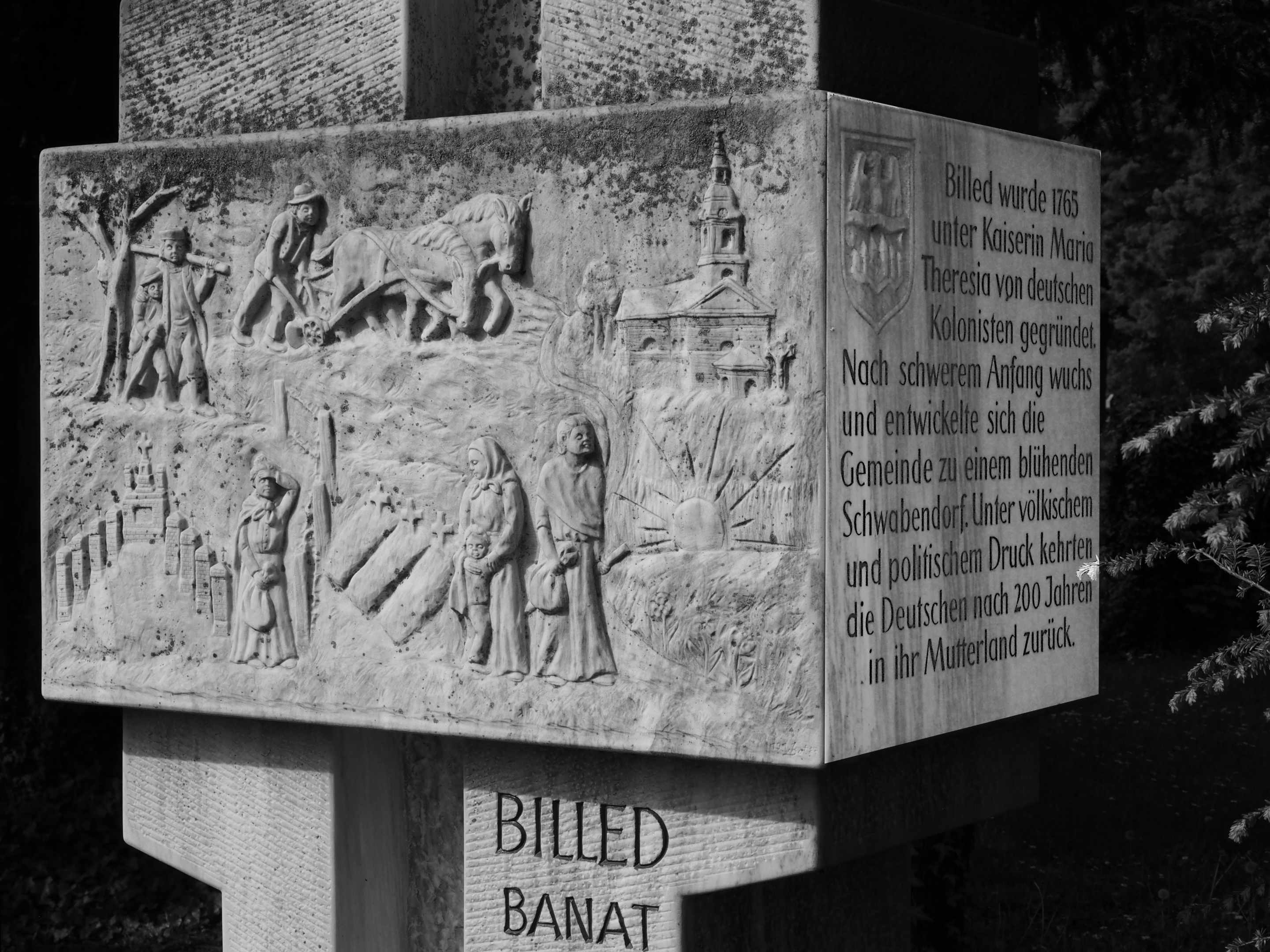
Inschrift auf einem Denkmal in Karlsruhe: „Unter völkischem und politischem Druck kehrten die Deutschen nach 200 Jahren in ihr Mutterland zurück.“

Zehntausende junger Banater Schwaben nutzten im Laufe der Jahre das Studienangebot der Universitäten, davon manche mit Stipendien, anderen wiederum wurde der Zutritt zu einigen Schulen und Berufen auf Grund ihrer ethnischen Herkunft verwehrt. An der Entwicklung Rumäniens zum Industrieland waren viele Banater Schwaben als Facharbeiter, Meister, Techniker, Ingenieure, Konstrukteure, Buchhalter und Betriebsleiter beteiligt und trugen somit zu der forcierten Industrialisierungspolitik technisch bei. Man schätzte sie nicht nur in der Wirtschaft, sondern auch in der Gesundheitsbetreuung, im Schulwesen und in der Forschung. Die Entwicklung Rumäniens zu einem Industrieland war allerdings in fataler Weise mit Planungsfehlern, mit willkürlichen Entscheidungen der Funktionäre, mit Landflucht, Versorgungslücken und Umweltzerstörung verbunden.
Zu dieser Zeit begann der endgültige Exodus der Deutschen aus Rumänien. Obwohl die Familien der meisten Banater und Donauschwaben sich schon seit etwa zehn Generationen im Land befanden und die Kultur, Landwirtschaft und den Städtebau entscheidend geprägt hatten, führten die erlebten Entrechtungen, Diskriminierungen und die wirtschaftliche Not in weiten Teilen der Bevölkerung zu einem unumkehrbaren Auswanderungswunsch, der zu einer massiven dritten Auswanderungswelle führte, die auch die Siebenbürger Sachsen erfasste.

#### Ära Ceaușescu
1965 löste das frühe Regime unter Nicolae Ceaușescu in Rumänien langsam die Abhängigkeit von der Sowjetunion und öffnete das Land in Richtung Westen, wodurch sich auch die Minderheiten- und Kulturpolitik vorübergehend lockerte. Die Banater Schwaben begannen langsam Furcht und Resignation abzulegen, besonders die junge Generation entwickelte ein erstarktes Gruppenselbstbewusstsein und eine kulturelle Dynamik. Seit 1968 erlaubte das Regime den staatlich gelenkten und in das Institutionensystem der „sozialistischen Massenorganisationen“ integrierten Verband der Deutschen. Bis Mitte der 1970er Jahre machte die Partei zeitweilige kulturelle Zugeständnisse, die dann sukzessive wieder eingeschränkt oder aufgehoben wurden, so zum Beispiel zwischen 1971 und 1974 im Schul- und Pressebereich. Bis zum Ende der 1970er Jahre entwickelte sich Ceaușescu dann zu einem Nationalisten und scharfen Gegner der ethnischen Minderheiten.
Diese Haltung hinderte ihn nicht, die deutsche Minderheit gewinnbringend zu nutzen. Der Freikauf von Rumäniendeutschen fand auf zwei Ebenen statt. Für jeden Ausreisewilligen erhielt das Regime ein von der damaligen Bundesrepublik Deutschland finanziertes „Kopfgeld“, zuerst gestaffelt nach Alter und Ausbildungsgrad, bei einer der letzten Zahlungen im August 1989 betrug der Preis pro Person 8950 DM. So wurde Zehntausenden der Weg nach Westdeutschland freigemacht. Zusätzlich war es jedoch üblich, dass sich ausreisewillige Familien die begehrten Ausreisepapiere durch ein Devisen-Schmiergeld an die lokalen Behörden erkaufen mussten. Der Besitz von Devisen war in Rumänien allerdings verboten; so befanden sich Ausreisewillige oft in einem Illegalitätsdilemma. Dies wird als Indiz dafür gewertet, dass dieses Verfahren von höchster Stelle in Staat und Politik gedeckt war. Wer nicht zahlen wollte oder konnte, musste viele Jahre und oft vergeblich auf die Bearbeitung seines Ausreiseantrages warten. Auch die Zahlung war aber nicht immer ein Garant für Erfolg. Nach Erteilung der Ausreiseerlaubnis mussten Ausreisewillige ihr Land und Haus nach festgesetzten Tarifen verkaufen. Nach erfolgter Ausreise standen viele Betroffene so in der Pflicht, zum Teil erhebliche Beträge an Verwandte, welche die Schmiergelder vorgestreckt hatten, zurückzahlen. Trotzdem nahm der Wunsch nach Auswanderung unter den Banater Schwaben in den 1980er Jahren weiter zu. Die extreme wirtschaftliche Krise dieser Zeit, weitere Einschränkungen der Minderheitenrechte und Staatsprojekte wie das Programm zur Systematisierung der Dörfer trugen dazu bei.
Eine weitere Möglichkeit, das Land zu verlassen, war die illegale und gefährliche Flucht zu Lande oder durch die Donau über die Grenze in das zu diesem Zeitpunkt liberalere Jugoslawien. In den 1980er Jahren nahmen die Versuche, die Grenze über den „jugoslawischen Kanal“ zu überschreiten, erhebliche Ausmaße an. Jede Nacht wurden Dutzende „Grenzgänger“ aufgegriffen und inhaftiert. Als Haftstrafe drohten zwei bis drei Jahre Gefängnis. Die Haftanstalten waren jedoch bald überfüllt; so wurden regelmäßig Amnestien für diese Häftlinge erlassen. Trotz der nahezu hermetischen Abriegelung der Grenze gelangten viele Flüchtlinge auf diese Weise in die Freiheit.
In der Endphase des kommunistischen Regimes zeichnete sich ein immer stärker werdender Druck mit dem unverhohlenen Ziel der „totalen Rumänisierung“ durch Assimilation, administrative Bevormundung und Gängelung der Minderheiten ab. Durch weitere gelenkte Zuwanderungen aus anderen Landesgebieten fand eine zunehmende Überfremdung der Dörfer in den Minderheitsregionen statt. Hierbei wurde vielfach versucht, Teile der über das ganze Land verstreuten etwa zwei Millionen Roma durch Zwangseinweisungen in von Aussiedlern geräumte Häuser in ländlichen Gebieten sesshaft zu machen.
In den 1980er Jahren kehrten ca. 200.000 Rumäniendeutsche dem Land den Rücken.
Widerstand
Widerstand gegen das kommunistische Regime kam von der Aktionsgruppe Banat, die 1972 als kritische und solidarische Literarische Gruppe gegründet worden war. Die Gruppe, bestehend aus Albert Bohn, Rolf Bossert, Werner Kremm, Johann Lippet, Gerhard Ortinau, Anton Sterbling, William Totok, Richard Wagner, und Ernest Wichner, setzte sich kritisch mit Themen der politischen Realität, der Reform des Systems von innen und der Tradition des Schwabentums im Banat auseinander. Die Gruppe wurde von der rumänischen Geheimpolizei Securitate verfolgt und schließlich von dieser aufgelöst; einige der Mitglieder wurden inhaftiert. Nach 1975 schlossen sich die meisten früheren Angehörigen der Aktionsgruppe Banat mit den Autoren Helmuth Frauendorfer, Roland Kirsch, Herta Müller, Horst Samson und Werner Söllner zu dem Literaturkreis Adam Müller-Guttenbrunn zusammen.
Mit Carl Gibson, Erwin Ludwig und Fenelon Sacerdoțeanu gründeten 1979 insgesamt zwanzig Mitstreiter, vorwiegend Banater Schwaben, die Temeswarer Filiale der freien Gewerkschaft Rumäniens SLOMR (rumänisch Sindicatul Liber al Oamenilor Muncii din România) nach dem Vorbild der polnischen Gewerkschaft Solidarność. Die Organisation wurde umgehend von der Staatsmacht zerschlagen und die Initiatoren verhaftet.
Die Rumänische Revolution nahm in Timișoara ihren Anfang und führte Ende 1989 zum Sturz und der Hinrichtung Nicolae Ceaușescus.

#### Nach der Rumänischen Revolution
Nach der Revolution kam es zu einer letzten Ausreisewelle fast aller verbliebenen Deutschen in Rumänien. Sie ebbte nach einigen Jahren ab. Heute findet jährlich nur noch eine verschwindend geringe Zahl von Banater Schwaben als Aussiedler den Weg nach Deutschland. Die Minderheit von ehemals etwa 750.000 Deutschen in Rumänien schrumpfte so auf etwa ein Zehntel ihrer früheren Bevölkerung. Nur in wenigen Einzelfällen wanderten Emigranten wieder nach Rumänien zurück, so zum Beispiel als Unternehmer mit wirtschaftlichen Ambitionen, als engagierte Pädagogen oder im Rahmen von Entwicklungsprojekten. Bei der Volkszählung 2002 bekannten sich in den Kreisen Timiș, Arad und Caraș-Severin noch 25.244 Personen zur deutschen Volkszugehörigkeit (andere Quellen sprechen von 19.000 Banater Schwaben in 2002), verglichen mit 237.000 (1930), 171.022 (1948), und 138.000 (1977). 2012 lebten noch 36.000 Menschen deutscher Herkunft in Gesamtrumänien.

### Heutige Situation
Die Abwanderungen zur Jahrhundertwende und in den Krisenjahren der 1930er; die Teilnahme an Kampfhandlungen im Zweiten Weltkrieg; Flucht, Verschleppung und Vertreibung sowie die Auswanderung in der kommunistischen Zeit und nach der Rumänischen Revolution 1989 ließen die Banater Schwaben in Rumänien zu einer kleinen Minderheit schrumpfen. Im Zeitraum von 1950 bis 1999 beteiligten sich insgesamt 428.666 Rumäniendeutsche an der Aussiedlung, alleine im Jahr 1990 reisten 111.150 Rumäniendeutsche aus. Mit der Abwanderung geht ein langsamer Zerfall ihrer traditionellen Bausubstanz im Siedlungsgebiet einher.
Mit der Allgemeinen Deutschen Zeitung für Rumänien besteht eine deutschsprachige Wochenzeitung und mit dem Deutschen Staatstheater Temeswar ein staatlich subventioniertes deutsches Theater. Das Nikolaus-Lenau-Lyzeum in Timișoara und das Theoretische Lyzeum Adam Müller-Guttenbrunn in Arad sind deutschsprachige Gymnasien. Die politische Vertretung der deutschsprachigen Gruppen in Rumänien ist das Demokratische Forum der Deutschen in Rumänien (DFDR).
Die ausgewanderten Banater Schwaben gingen überwiegend in den Gesellschaften Deutschland und Österreich auf. Ihre Vertretungen dort sind die Landsmannschaft der Banater Schwaben in Deutschland und der Verband der Banater Schwaben in Österreich. Sie sind Dachverbände zahlreicher Heimatortsgemeinschaften. Besonders in Süddeutschland und in der Umgebung Wiens, wo die meisten Banater Schwaben heute leben, bestehen Vereine, die sich der Pflege des Brauchtums und der Mundart widmen und die in Rumänien Verbliebenen ideell und finanziell unterstützen. Diese Vereine sind in Dachverbänden vernetzt und verstehen sich auch als Interessenvertretung gegenüber der Politik. Als Sprachrohr der Banater Schwaben erscheint monatlich die Zeitung Banater Post mit einer monatlichen Auflage von 15.000 Stück im Jahr 2020.

## Kultur

### Sprache

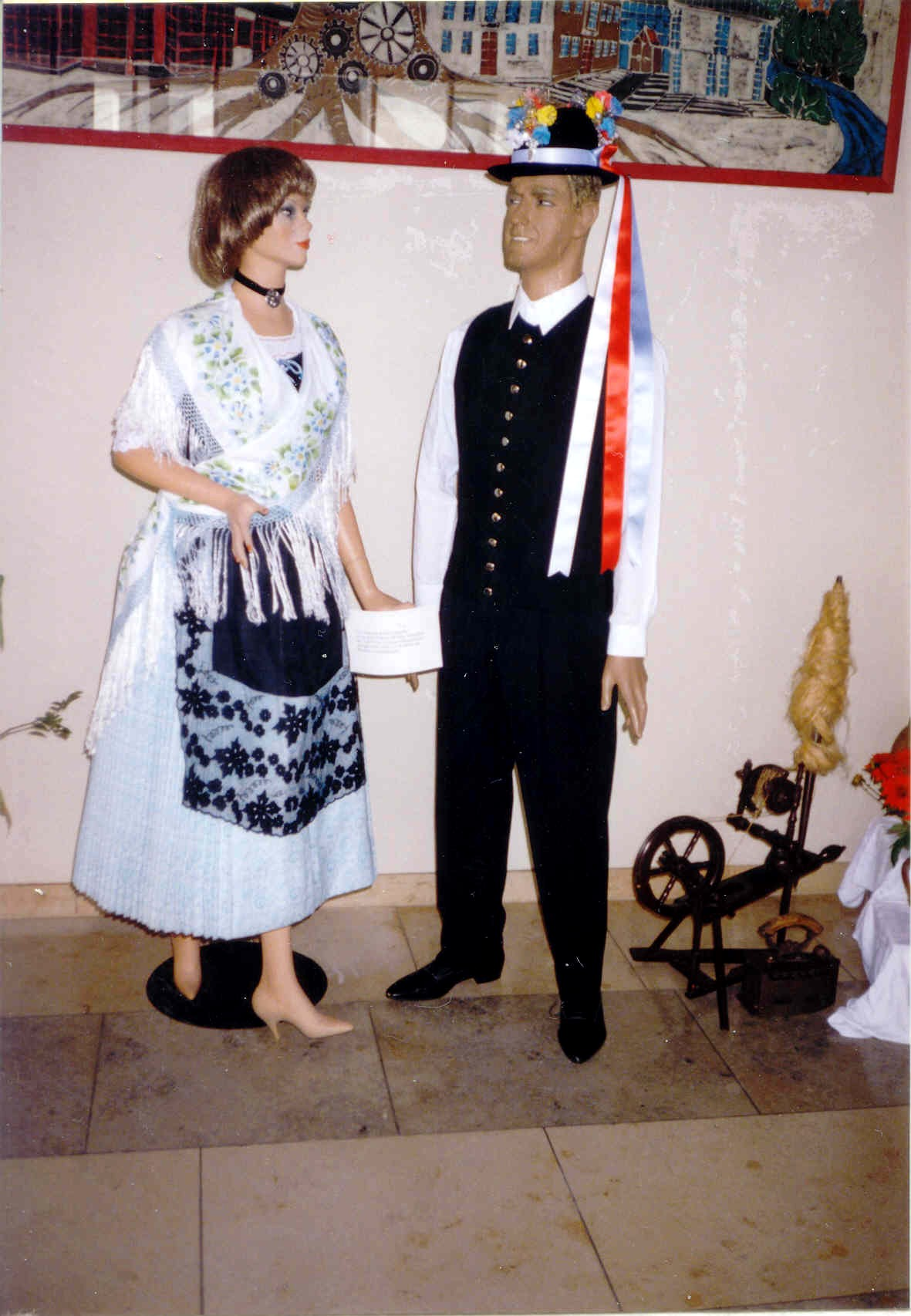
Tracht der Banater Schwaben, Beispiel aus Sălbăgelu Nou (Eichenthal)

Die auf der Sprachinsel Banat nebeneinander bestehenden und auf der Herkunft der ursprünglichen Siedler beruhenden deutschen bzw. banatschwäbischen Mundartengruppen sind:
- Mitteldeutsche Mundarten, die Gruppe gliedert sich in mosel- und rheinfränkische und diese wieder in fescht- und fest-Mundarten, einige davon mit bairischen Einflüssen.
- Die oberdeutschen Mundarten fächern sich in bairische und andere Dialekte, davon die bairischen in nord- und südbairische. Zu dieser Gruppe zählen die ostfränkischen fest-, die südfränkischen fescht-Mundarten und die hochalemannische Mundart von Saderlach.

Die Banatschwäbische Sprachform entwickelte sich im primären Sprachausgleich erst innerhalb der Sprecher in Ortschaften, später auch im sekundären Ausgleich innerhalb von Regionen. Im Sprachgut spiegelt sich die enge Verflechtung des deutschen Bevölkerungsteils mit dem Volksleben der auf dem gleichen Boden lebenden Rumänen, Ungarn und Serben wider, deren Sprachen in den deutschen Mundarten des Banats einen nicht unbedeutenden Niederschlag gefunden haben, was aber auch umgekehrt der Fall ist. Auch haben die lange Zugehörigkeit zum Haus Habsburg, die zeitweise Magyarisierung, der rumänische Nationalismus und andere Faktoren ihre Spuren in den Dialekten hinterlassen.
Das Institut für donauschwäbische Geschichte und Landeskunde in Tübingen erforscht und dokumentiert zusammen mit der Geschichte und Landeskunde auch die Dialekte der deutschen Siedlungsgebiete in Südosteuropa.
Wichtige Vertreter der Sprachforschung sind Anton Peter Petri, Hans Gehl und Anton Schwob.

### Gesang
Seit dem Ende des 19. Jahrhunderts bildeten sich nach dem Vorbild der deutschen Liedertafeln in Dörfern und in Städten der Region immer mehr Gesangsvereine. Die meisten waren Männerchöre, gemischte Chöre traten als Kirchenchöre auf. Die Vereine traten vielfach dem Sängerbund bei und veranstalteten periodisch Sängerfeste mit Wettsingen. In den Ortschaften traten die Vereine oftmals bei festlichen Gelegenheiten und Unterhaltungen auf. Sie sahen es als „Ehrenpflicht“ an bei Namenstagen und Begräbnissen der Sänger oder Chorleiter aufzutreten.
Die deutschsprachige Chortradition führte zur Gründung der „Deutschen Liedertafel“ (1856) und eines Männergesangvereins (1862) in Temeswar. Der 1924 dort gegründete „Schubert-Liederkranz“ nahm im gleichen Jahr zusammen mit etwa 200.000 deutschen Sängern aus Europa und Übersee am 10. Deutschen Bundessängerfest teil. Die Chortradition kam während des Zweiten Weltkriegs und der Nachkriegszeit zum Erliegen.
Zur Zeit der Sozialistischen Republik Rumänien setzte sich Nikolaus Berwanger, Vorsitzender des Kreisrates der Werktätigen Deutscher Nationalität, zur Wiederbelebung der Gesangstradition im Banat für die Gründung eines deutschsprachigen Chors ein. In der Folge wurde nach dem Vorbild der „Deutschen Liedertafel“ am 20. Februar 1969 im Festsaal des Nikolaus-Lenau-Lyzeums in Temeswar der Schubert-Chor Temeswar gegründet.

### Bräuche
Das bäuerliche Arbeitsjahr begann mit der Aufnahme der Feldarbeiten nach der Winterpause und das katholische Kirchenjahr bereits mit der Adventszeit. Beide Wendepunkte spiegeln sich in der Lebens- und Vorstellungswelt der Banater Bevölkerung wider. Der prägende Einfluss der landwirtschaftlichen Tätigkeiten und der mit dem Kirchenjahr verbundenen Bräuchen verlor jedoch bei den Handwerkern und bei der städtischen Bevölkerung an Geltung, sowie auch bei der Landbevölkerung durch die Enteignung des landwirtschaftlichen Besitzes 1945, und für die gesamte Bevölkerung mit dem zunehmenden Einfluss der Medien. Wichtige Brauchtumsstationen der Banater Kalenders sind Neujahr und Vorfrühling, Dreikönig, Fastnacht, Karwoche, Ostern und Pfingsten, Fronleichnam, Kirchweih, Nikolaustag, Advent und Weihnacht.
Der Volksglaube erstreckte sich vom Lesen von Vorzeichen und Wahrsagen, „Beschreien“ und „Brauchen“ über Fruchtbarkeits- und Wachstumszauber, Abwehrzauber und Glücksbringer bis hin zu Aberglauben bei Geburten, Hochzeiten und Tod als Übergangsstufe und Lebensende.

## Persönlichkeiten
Bedeutende Persönlichkeiten aus der Volksgruppe der Banater Schwaben sind der Liste banatschwäbischer Persönlichkeiten aufgeführt.

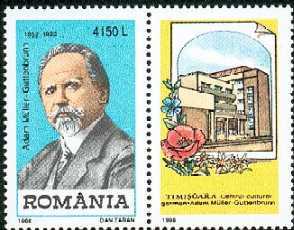
Briefmarke Rumänien, 1998: links Adam Müller-Guttenbrunn, Dichter und Theaterintendant, geboren 1852 in Zăbrani (deutsch Guttenbrunn), Autor des Romans Der große Schwabenzug von 1913.
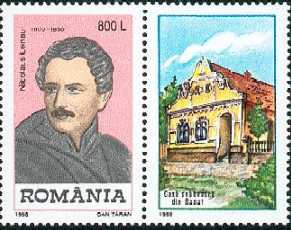
Briefmarke Rumänien, 1998: links Nikolaus Lenau, Dichter, geboren 1802 in Lenauheim. Rechts im Bild ein schwäbisches Haus im Banat.
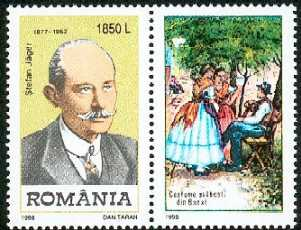
Briefmarke Rumänien, 1998: links Stefan Jäger, Maler, geboren 1877 in Tschene. Sein bekanntestes Bild ist Die Einwanderung der Schwaben ins Banat von 1910. Rechts im Bild schwäbische Trachten.